# Chelonomorpha austeni
Chelonomorpha austeni là một loài bướm đêm trong họ Noctuidae.